# Zbraslav

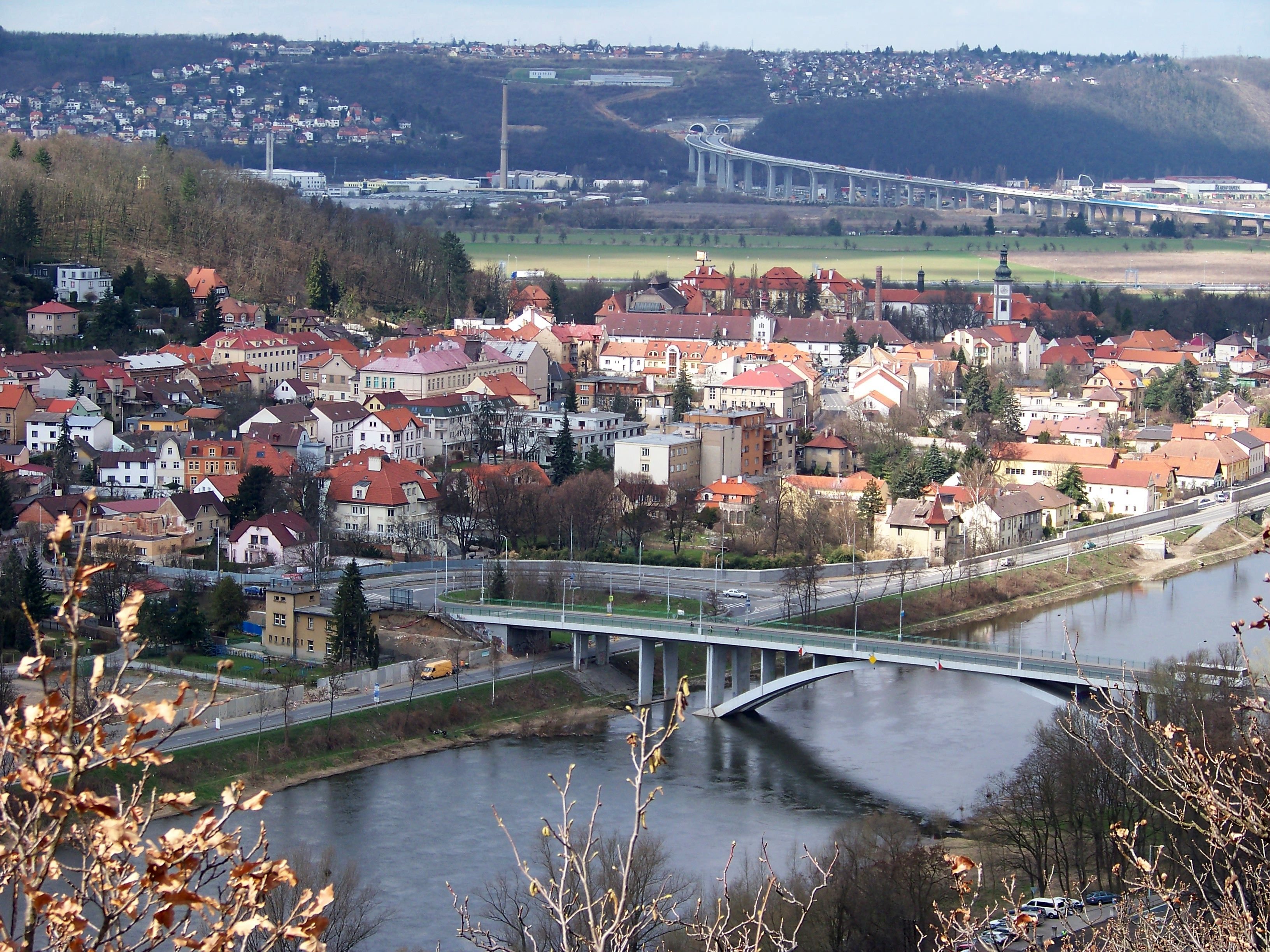
Zbraslav am Moldauufer

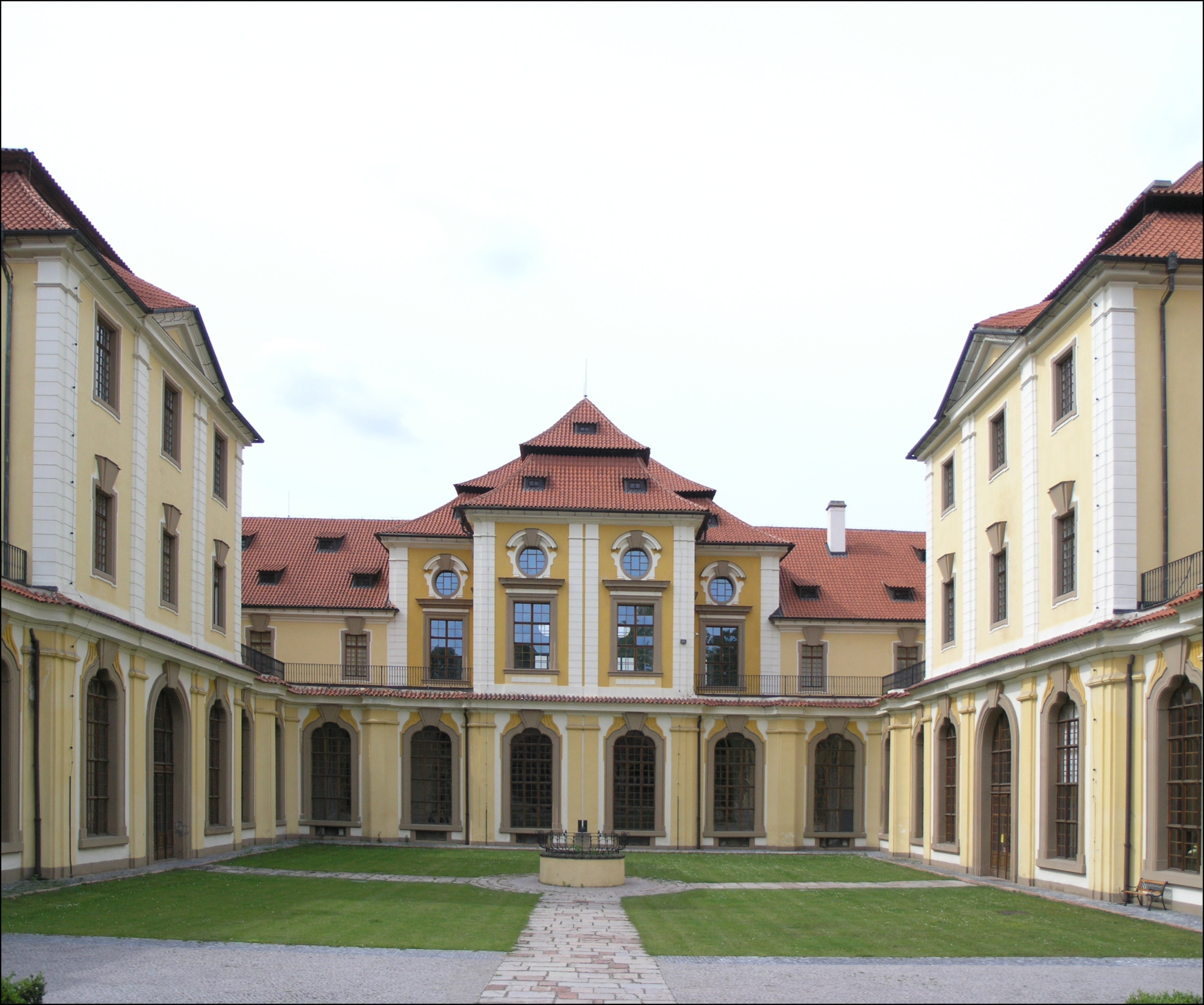
Schloss Zbraslav, das ehemalige Zisterzienserkloster Aula Regia, Juni 2006

Zbraslav (deutsch Königsaal) ist ein Stadtteil von Prag. Er liegt etwa zehn Kilometer südlich vom Prager Stadtzentrum linksseitig der Moldau und gehört zum 5. Stadtbezirk und dem Verwaltungsbezirk Prag 16.

## Geographie
Zbraslav befindet sich in den nordöstlichen Ausläufern der Hřebeny (Brdykamm) über dem Moldautal. Nördlich des Ortes mündet der Lipanský potok (bis 1829 ein Hauptarm des Flusses Berounka (Miesa)), östlich der Břežanský potok in die Moldau. Östlich erhebt sich der Čihadlo (385 m n.m.), südöstlich die Hradiště, im Südwesten der Cukrák (411 m n.m.) sowie westlich der Havlín (St. Gallus-Berg).
Nachbarorte sind Lahovice im Norden, Komořany und Cholupice im Nordosten, Nouzov, Závist und Točná im Osten, Lhota und Zálepy im Südosten, Záběhlice im Süden, Žabovřesky im Südwesten, Peluněk und Buda im Westen sowie Radotín im Nordwesten.

## Geschichte
Zbraslav gehörte ursprünglich zu den landesfürstlichen Besitzungen und wurde durch Herzog Vladislav I. im Jahre 1115 dem von ihm gegründeten Kloster Kladruby übereignet. Später tauschte das Kloster das Gut bei Bischof Johann II. von Dražice gegen andere Güter ein. König Ottokar II., der die Waldgebiete über dem Zusammenfluss von Moldau und Miesa als Jagdgebiet schätzte, tauschte im Jahre 1268 Zbraslav beim Bistum Prag gegen andere Besitzungen ein und ließ an der Mündung der Miesa in die Moldau einen königlichen Jagdhof errichten. Sein Nachfolger Wenzel II. gründete am 20. April 1292 das Kloster Aula Regia, das vom Zisterzienserorden in Waldsassen und dessen Tochterkloster Sedletz mit zwölf Mönchen unter dem Abt Konrad besiedelt wurde. Im Jahre 1297 ließ König Wenzel II. die der hl. Mutter Gottes geweihte Stiftskirche mit Königsgruft erbauen. Die Basilika des Klosters wurde zur Grablege der letzten Mitglieder der Přemysliden.
Eine der bedeutendsten spätmittelalterlichen Geschichtsquellen Böhmens, die Königsaaler Chronik (Chronicon Aulae regiae), wurde im Kloster Aula Regia von Abt Otto von Thüringen (Abt von 1312 bis 1314) begonnen und vom wohl bekanntesten Abt des Klosters, Peter von Zittau, weitergeführt. Das Kloster war ein bedeutendes Zentrum der Bildung und des Humanismus in Böhmen und dem gesamten Heiligen Römischen Reich. Im Jahre 1400 hob Papst Bonifatius IX. die Pfarrkirche St. Gallus auf und ordnete sie dem Kloster unter. Das Kloster wurde zweimal, 1420 von den Hussiten unter Václav Koranda und 1639 von den Schweden unter General Banér schwer verwüstet. Vor 1653 wurde Königsaal zum Marktflecken erhoben.
Kaiser Joseph II. hob das Kloster im Jahre 1785 auf. 1787 nahm im ehemaligen Klosterkonvent die von Josef Edler von Sauvaigne gegründete k. k. privilegierte bömische Zuckerrafinerie zu Königsaal bey Prag als erste Zuckerfabrik in Böhmen ihren Betrieb auf. Im Jahre 1827 ersteigerte Friedrich Kraft Heinrich zu Oettingen-Oettingen und Oettingen-Wallerstein die Herrschaft.
Beim Hochwasser von 1829 wurde der 1799 entstandene neue Nebenarm der Berounka (Miesa) zwischen Radotín und Modřany zum Hauptarm des Flusses ausgespült. Friedrich Kraft zu Oettingen-Oettingen und Oettingen-Wallerstein ließ im selben Jahre zur Vermeidung weiterer Durchbrüche und Überschwemmungen das neue Hauptflussbett mit staatlicher Unterstützung kanalisieren, so dass bei Königsaal nur noch ein Nebenarm in die Moldau floss. 1835 stiftete er die Gewerbeschule Königsaal, sie war zugleich die erste mit tschechischer Unterrichtssprache in Böhmen.
Der im Berauner Kreis gelegene untertänige Markt Königsaal bzw. Zbraslaw, lateinisch Aula Regia genannt, bestand im Jahre 1845 aus 137 Häusern mit 1420 Einwohnern, darunter fünf jüdischen Familien. Unter herrschaftlichem Patronat standen das obrigkeitliche Schloss mit der Kanzlei und der Wohnung des Oberamtmanns, die Pfarrkirche des hl. Jakobus d. Ä., die Begräbnis- und Filialkirche des hl. Gallus sowie die Schule. Im Ort bestanden vier Fabriken: die k.k. landesprivilegierte Zuckerraffinerie zu Königsaal von Anton Richter mit über 100 Beschäftigen, die Runkelrüben-Zuckerfabrik zu Königsaal von Anton Richter mit 100 Beschäftigten, die herrschaftliche Runkelrüben-Zuckerfabrik mit 80 Beschäftigten sowie die Seifenfabrik zu Königsaal von Anton Richter. Außerdem gab es in Königsaal ein herrschaftliches Bräuhaus, ein herrschaftliches Branntweinhaus, eine Gewerbeschule, eine Post, ein Einkehr-Wirtshaus und vier weitere Wirtshäuser. Bei Königsaal bestanden eine Überfuhr über Moldau sowie eine Brücke über den Altlauf der Miesa. In Königsaal wurden vier Jahrmärkte abgehalten, auf denen in ca. 70 Buden Schnittwaren, Eisenwaren, Töpferwaren, Kürschner-, Seiler-, Schumacher- und Hutmacherartikel sowie ca. 100 Pferde, Ochsen und Kühe feilgeboten wurden. Königsaal war Pfarrort für Banie, Groß-Kuchel, Klein-Kuchel, Lahowitz, Lippan, Lippenetz, Zabiehlitz und Zawobřesk. Bis zur Mitte des 19. Jahrhunderts bildete Königsaal den Amtssitz der gleichnamigen Herrschaft.
Nach der Aufhebung der Patrimonialherrschaften wurde Königsaal 1850 zum Sitz eines Gerichtsbezirkes. Ab 1868 gehört das Städtchen zum Bezirk Smichow. Das alte Flussbett der Berounka (Miesa) zwischen Buda, Peluněk, Žabovřesky und Zbraslav wurde beim Hochwasser von 1872 gänzlich abgeworfen, es entstand der Lipanský potok. Nach der Betriebseinstellung der Zuckerfabrik kaufte Karl Friedrich zu Oettingen-Oettingen und Oettingen-Wallerstein im Jahre 1875 deren Gebäude und ließ die Fabrikgebäude, die Esse sowie das gotische Kirchlein St. Johannes des Täufers, das als Zuckerlager und Heuboden gedient hatte, abbrechen.
Unter dem nächsten Besitzer der Herrschaft, Cyril Bartoň-Dobenín, erfolgte eine Restaurierung und ein Umbau der Klosteranlagen zu einem Schloss. 1924 erfolgte die Eingemeindung von Žabovřesky und Záběhlice, zugleich wurden auch die Kataster vereinigt. Im Jahre 1967 wurde Zbraslav zur Stadt erhoben. 1974 erfolgte die Eingemeindung nach Prag als Ortsteil. Die Ortsteile Zbraslav und Lahovice wurden 1990 zum Stadtteil Praha-Zbraslav zusammengeschlossen. Im Jahre 1991 hatte der Ortsteil Zbraslav 7151 Einwohner, zehn Jahre später 7448 Einwohner in 1305 Wohnhäusern.

## Ortsgliederung
Der Stadtteil Praha-Zbraslav gliedert sich in die Ortsteile und Katastralbezirke Lahovice und Zbraslav. Grundsiedlungseinheiten sind Baně (Banie), Krňák, Lahovice (Lahowitz), Lahovičky (Klein Lahowitz), Lahovičky-soutok, Nad lomem, Peluněk (Pelunek), Strnady (Strnad), U vysílače, Závist, Zbraslav-Záběhlice (Sabiehlitz) und Žabovřesky (Zawobresk).

## Sehenswürdigkeiten

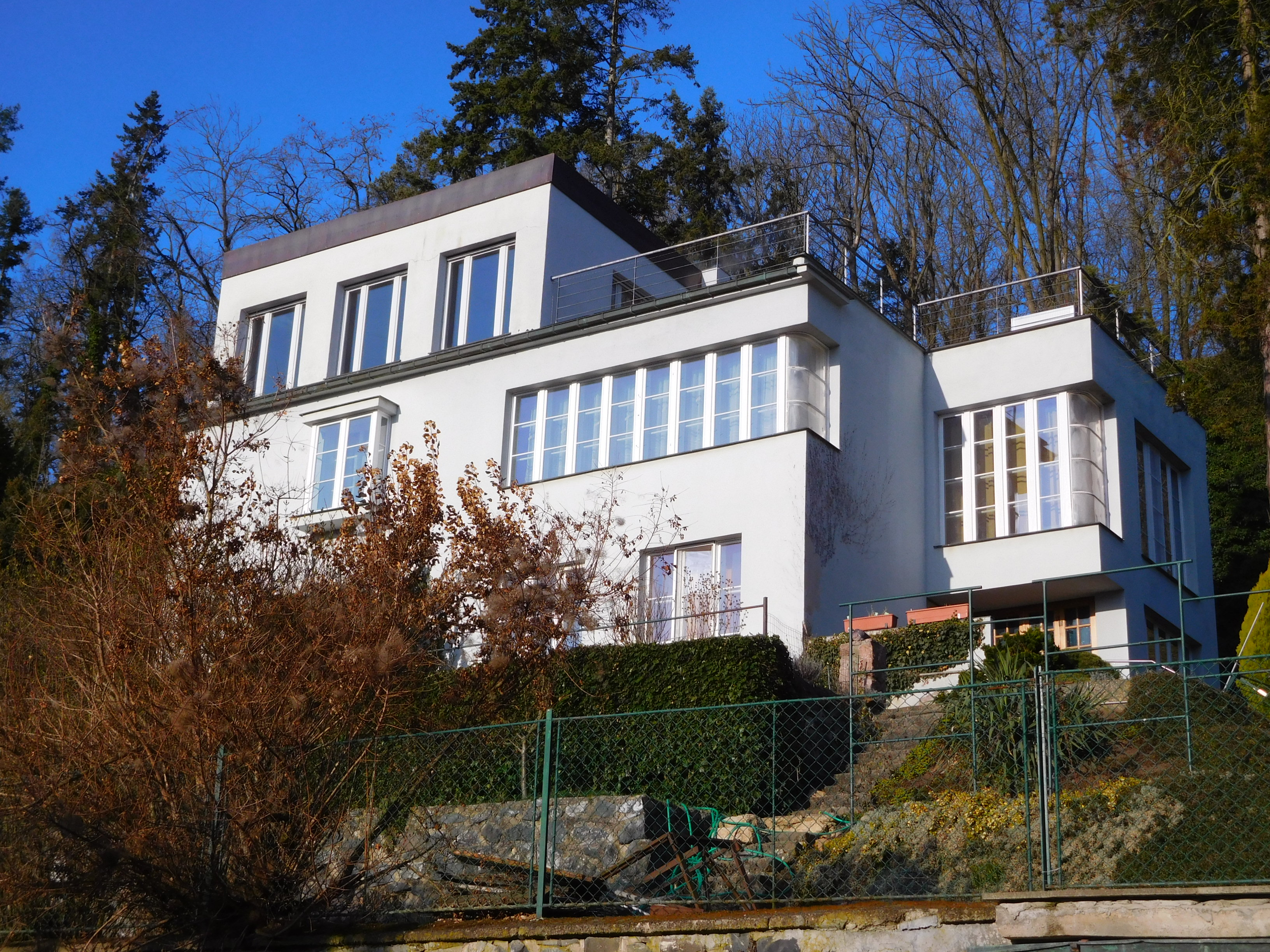
1926–1929 von Jaromír Krejcar erbaute Villa des Schriftstellers Vladislav Vančura

- 1926–1929 von Jaromír Krejcar erbaute Villa des Schriftstellers Vladislav VančuraSchloss Zbraslav, bis 2009 waren darin Teile der Sammlungen der Prager Nationalgalerie untergebracht. Heute ist nur noch der südliche Teil des Schlossparks öffentlich zugänglich.
- Pfarrkirche des hl. Jakobus des Älteren, sie wurde 1640 als neue Stiftskirche des Klosters Königsaal erbaut
- Begräbniskirche St. Gallus auf dem Havlín (Galli-Berg), sie wurde 1115 erstmals erwähnt und ist in den Errichtungsbüchern seit 1384 als Pfarrkirche nachweisbar. Im Jahre 1400 wurde die Pfarrei aufgehoben und die Kirche dem Kloster untergeordnet. Vermutlich befand sich an ihrer Stelle die slavnikidische Grenzbefestigung Osecca (Osek).[7]
- Naturdenkmal Krňák am Altarm der Berounka
- Fernsehturm Cukrák

## Söhne und Töchter des Ortes
- Jaromír Vejvoda (1902–1988), Komponist der Polka Škoda Lásky (Rosamunde)